# Wasserkopf (Ybbstaler Alpen)
Der Wasserkopf ist ein 1442 m ü. A. hoher Gipfel des Hegerberges in den Ybbstaler Alpen, der an der Grenze zwischen Nieder- und Oberösterreich liegt.
Der westlich von Hollenstein an der Ybbs und östlich von Kleinreifling gelegene Berg, der gemeinsam mit dem etwas nördlich situierten Aubodenkopf und anderen Gipfeln eine charakteristische Kammlinie bildet, stellt auch die Wasserscheide zwischen dem Ybbstal und dem Ennstal dar. Er ist touristisch kaum erschlossen, bietet aber einen abwechslungsreichen Anstieg  mit guten Fernsichten und wird bei guter Schneelage auch von Tourengehern erklommen. Südwestlich unterhalb des Gipfels befindet sich die Ziegelauer Alm mit einer Jagdhütte. Seit 2007 steht auf der Spitze ein Gipfelkreuz.